# Klub přátel kolejových vozidel Brno

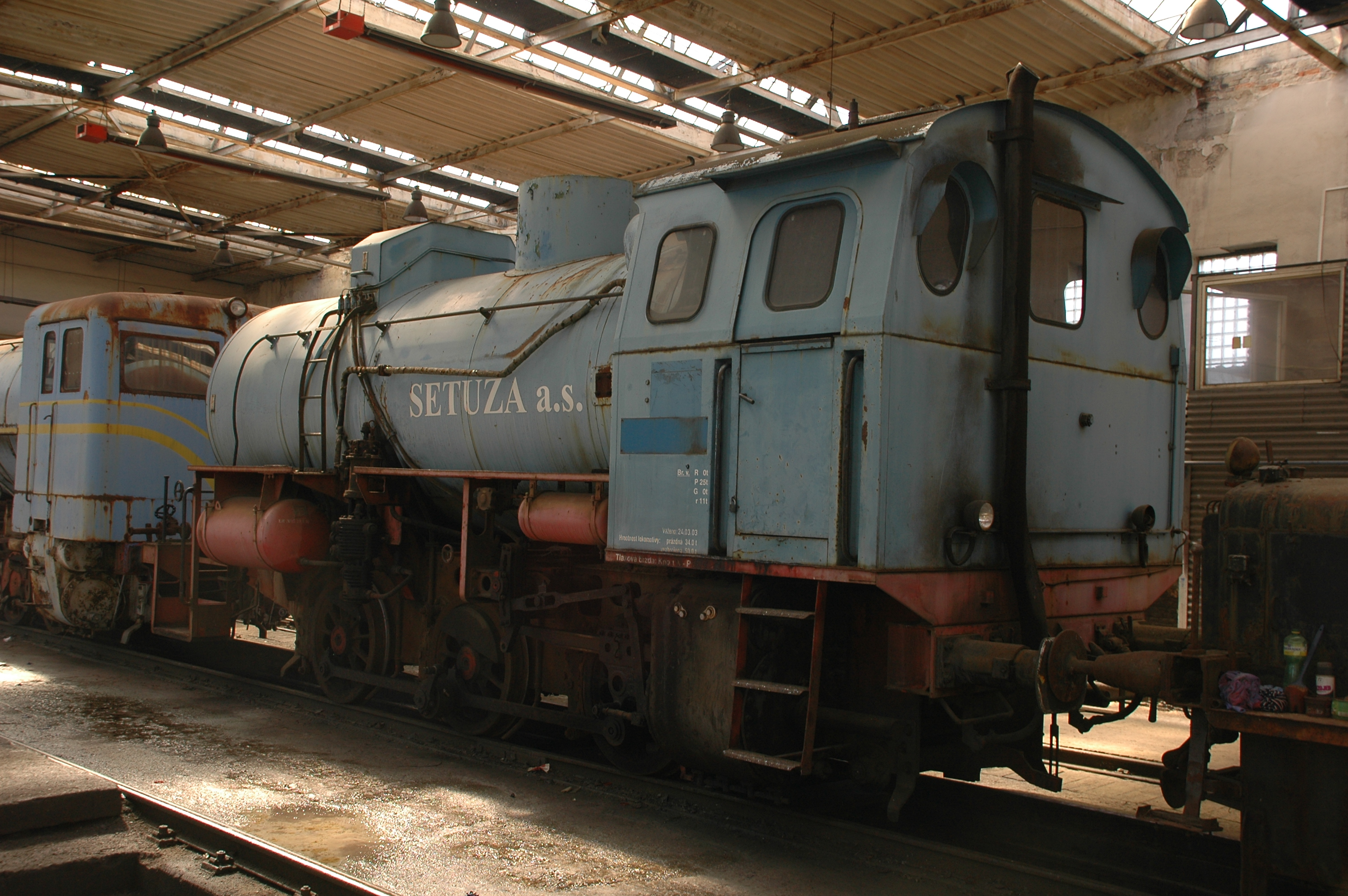
Lokomotiva řady 998 v Brně na Dolním nádraží

Klub přátel kolejových vozidel Brno (KPKV) je spolek se sídlem v Brně, mezi jehož cíle patří provoz, pronájem a renovace historických kolejových vozidel. V čele sdružení je Jiří Kotas, který je jedním ze zakládajících členů, iniciátorů a zároveň mecenášem KPKV.
Ve sbírkách KPKV je několik hnacích vozidel nezávislé trakce, která byla odkoupena z vleček v České republice, parní lokomotivy, z nichž jedinou provozní je ČKD 1435 BS 200 (213.901) z roku 1954. Dále jsou ve sbírkách KPKV různé vozy. Od osobních po nákladní, včetně nástaveb na opravu trakčního vedení.

## Působení
Klub sídlí na brněnském dolním nádraží, kde lze spatřit naprostou většinu kolejových vozidel, ale i předmětů či objektů, souvisejících s drážní tematikou a historií.
Svou činností se klub podílí i na komerčním provozu některých historických vozidel. Již tradicí se stala spolupráce na provozu některých zvláštních vlaků se společností JHMD či pravidelné podzimní nasazení svých vozidel na akcích občanského sdružení Kroměřížská dráha, provozujícího výletní vlaky na trati Kojetín–Tovačov.
Klub mezi lety 1997 a 2006 působil na trati č. 903 z Havlíčkova Brodu do Žďáru nad Sázavou. Působení bylo ukončeno vytrháním tratě v roce 2006.
V současnosti KPKV soustřeďuje svoji muzejní činnost na tratě Nemotice–Koryčany nebo na tzv. „Tovačovku“, kam také směřuje své nostalgické a výletní vlaky. Mimo těchto tratí jsou vozidla spolku využívána cestujícími, fotografy a filmaři téměř kdekoliv, kde to dopravní cesta umožňuje. KPKV vypravuje několikrát do roka zvláštní vlaky pro uzavřené platící skupiny fandů železniční nostalgie.
Jedním z unikátních exponátů, jež se podařilo zachránit, je i parní akumulační lokomotiva řady 998, která působila ve firmě SETUZA a.s. Jedná se o poslední parní lokomotivu dodanou z výroby do Československa. 
Mezi další unikáty patří parní akumulační lokomotiva ČKD 1435 CS 40 A, z nichž jedna je uvedena do vystavovatelného stavu a druhá se chystá na své plné zprovoznění. Z celé této série jsou dochovány pouze dva kusy a obě vlastní KPKV Brno.
Další perlou mezi parními lokomotivami KPKV Brno je JŽ 33 032 registrovaná na Drážním úřadě v ČR pod číslem 555.0186 a tendr 930.2186. V této době se pracuje na jejím zprovoznění.

## Vozidla
Všechna vozidla klubu jsou ve vlastnictví jeho předsedy, Jiřího Kotase. Následující výčet obsahuje vozidla, jimiž se klub prezentuje:

### Parní lokomotivy
- 213 901 (ČKD 1435 BS 200)
- 312 902 (ČKD 1435 CN 350)
- 327 903 (ČKD 1435 CP 600)
- 555 0186 + 930 2186 (JŽ 33 032)
- 990 802 (ČKD 1435 CS 40A / A 918)
- 990 803 (ČKD 1435 CS 40A / A-03)
- 998 200 (FLC.03)
- 998 201 (FLC.03)

### Dieselové lokomotivy
- 700 539 (T 211 0539)
- 700 700 (T 211 0700)
- 700 777 (T 211 0777)
- 700 790 (T 211 0790)
- 701 102 (T 211 2002, ex T 211 0051)
- 701 596 (T 211 0797)
- 701 644 (T 211 0557)
- 701 709 (T 211 0612)
- 701 742 (T 211 0720)
- 703 513 (T 212 1513)
- 703 529 (T 212 1529)
- 703 643 (T 212 1643)
- 706 201 (BN 30R 1435)
- 706 402 (Ls 150)
- 706 423 (L18 H 023)
- 706 452 (409Da 333)
- 706 509 (T 203 0509)
- 706 544 (T 203 0544)
- 706 608 (BN 60)
- 706 704 (T 200 204 ex Köf II)
- 706 711 (RL 7 Montánie)
- 707 001 (BNE 25 1435)
- 707 101 (BNE 50 1435)
- 710 597 (T 334 0597)
- 710 671 (T 334 0671)
- 716 518 (DR V 60)
- 716 531 (DR V 60)
- 718 501 (TA 436 0501 ex ET 459 0501)
- 720 113 (T 435 0113)
- 720 502 (T 435 0502)
- 720 508 (T 435 0508)
- 720 565 (T 435 0565)
- 721 106 (T 458 1106)
- 721 519 (T 458 1519)
- 725 551 (T 444 0551)
- 726 516 (T 444 1516)
- 730 002 (T 457 0002)
- 735 006 (T 466 0006)
- 742 044 (T 466 2044)
- 748 451 (LDH 45-01), označena jako 747 471
- 748 457 (LDH 45-006)
- 748 471 (LDH 70-414)
- 748 537 (LDH 125.037)
- 748 538 (LDH 125.038)
- 749 254 (752 084 ex T 478 1048)
- 751 058 (T 478 1058)
- 751 119 (T 478 1119)
- 751 220 (T 478 1220)
- 771 701 (T 669 2501 ex T 669 2001)

### Motorové vozy
- 801 029 (M 131 1029)
- 820 113 (M 240 0113)
- 830 084 (M 262 0084)
- 830 098 (M 262 0098)
- 831 113 (M 262 1002 ex M 262 0113)
- 850 022 (M 286 0022)
- 850 044 (M 286 0044)
- 890 069 (M 131 2069 ex M 131 1261)
- 891 008 (M 144 0008)

### Osobní vozy
- Blm – 2 kusy
- Bdlm
- Balm – 3 kusy
- Be
- Bc663 – lehátkový vůz
- WLABee821 – lůžkový vůz
- WRRm – restaurační vůz

### Drezíny
- Warszawa 223 (DMV –73.015)
- Vm 52 901 (T 14/52)

### Ostatní vozidla
- tárovací vůz Uakk
- kolejový jeřáb EDK 10/1 Kirow 1